# Breda Beslist
Breda Beslist is een lokale politieke partij in de Nederlandse gemeente Breda, opgericht op 11 september 2020. Breda Beslist is samensmelting van Breda'97, BOB, en een deel van Volmondig Ja. Door de krachten te bundelen in een herkenbare lokale partij wordt er volgens hen meer recht gedaan aan de lokale stem. 
Verschillende lokale partijen deden in 2018 mee aan de verkiezingen voor de gemeenteraad van gemeente Breda. Hierdoor was het voor de kiezer niet altijd duidelijk op welke partij hun stem het beste terecht kwam. Van alle deelnemende lokale partijen wist alleen Breda'97 bij deze verkiezingen een raadzetel te bemachtigen. 
Na de verkiezingen hebben de partijen elkaar opgezocht om te kijken waar de overeenkomsten zitten. Er bleek genoeg samenhang te zijn voor een gezamenlijk lokaal geluid. Door de krachten te bundelen in een herkenbare lokale partij wordt er volgens hen meer recht gedaan aan de lokale stem. 
De partijen gebruikten 2019 om nader tot elkaar te komen. Hiervoor werden de koppen regelmatig bij elkaar gestoken. Begin 2020 werd de samenwerking echt verstevigd nadat ook enthousiaste belangstellenden van buiten de politiek zich melden. In april werd er een voorlopig bestuur geformeerd. Vervolgens werden er gemengde werkgroepen gevormd. 
Breda Beslist is sinds het samengaan op 11 september 2020 vertegenwoordigd in de gemeenteraad van Breda. Na de verkiezingen van 2022 zit de partij met 2 zetels.